# Bust
Bust (deutsch Büst) ist eine französische Gemeinde mit 470 Einwohnern (Stand 1. Januar 2021) im Krummen Elsass im Département Bas-Rhin in der Region Grand Est (bis 2015 Elsass).

## Geografie
Das Dorf liegt fünf Kilometer südöstlich von Drulingen. Die Nachbargemeinden sind Hangviller, Lohr, Metting, Pfalzweyer, Schœnbourg und Siewiller.

## Geschichte
Der Ort wurde im 14. Jahrhundert als Bischeit erstmals schriftlich erwähnt.
Von 1871 bis zum Ende des Ersten Weltkrieges gehörte Bust als Teil des Reichslandes Elsaß-Lothringen zum Deutschen Reich und war dem Kreis Zabern im Bezirk Unterelsaß zugeordnet.

### Bevölkerungsentwicklung
| Jahr      | 1910 | 1962 | 1968 | 1975 | 1982 | 1990 | 1999 | 2007 | 2017 |
| Einwohner | 252  | 451  | 462  | 463  | 436  | 427  | 415  | 445  | 463  |

## Persönlichkeiten
- Alfred Schmitt (1907–1973), Astronom und Asteroidenentdecker
- Jean-Pierre Schackis, zweimal Buergermeister, Autor von Kriminal- und historischen Romanen (Amities post-mortem, Et de treize amen, G20 ans Otan mourir, Double jej fatal, La route du Rom,  Amities rouge sang).